# Clathria ascendens
Clathria ascendens är en svampdjursart som först beskrevs av Jacqueline Cabioch 1968.  Clathria ascendens ingår i släktet Clathria och familjen Microcionidae. Inga underarter finns listade i Catalogue of Life.